# Hemmental
Hemmental is een plaats en voormalige gemeente in het Zwitserse kanton Schaffhausen.
Hemmental telt 542 inwoners. Hemmental werd op 1 januari 2009 opgenomen in de gemeente Schaffhausen.
- Gemeinsame Normdatei: 5104105-4
- Historisch woordenboek van Zwitserland: 001277
- Virtual International Authority File: 146217235
- WorldCat: E39PBJrcpfTcdMr87BTTYKR9Xd